# Потсвил (Пенсилванија)
Потсвил (енгл. Pottsville) град је у америчкој савезној држави Пенсилванија. По попису становништва из 2010. у њему је живело 14.324 становника.

## Демографија
Према попису становништва из 2010. у граду је живело 14.324 становника, што је 1.225 (7,9%) становника мање него 2000. године.
| Група             | 2000.          | 2010.          |
| Белци             | 14.794 (95,1%) | 13.151 (91,8%) |
| Афроамериканци    | 352 (2,3%)     | 444 (3,1%)     |
| Азијати           | 79 (0,5%)      | 97 (0,7%)      |
| Хиспаноамериканци | 190 (1,2%)     | 362 (2,5%)     |
| Укупно            | 15.549         | 14.324         |